# Маслијанико
Маслијанико (итал. Maslianico) је насеље у Италији у округу Комо, региону Ломбардија.
Према процени из 2011. у насељу је живело 3305 становника. Насеље се налази на надморској висини од 246 м.

## Становништво
Према резултатима пописа становништва 2011. у општини је живело 3.305 становника.
| 1936. | 1951. | 1961. | 1971. | 1981. | 1991. | 2001. | 2011. |
| ----- | ----- | ----- | ----- | ----- | ----- | ----- | ----- |
| 2.187 | 2.433 | 2.729 | 3.362 | 3.707 | 3.533 | 3.464 | 3.305 |